# Helena Dragaš
Helena Dragaš (srbsko Јелена Драгаш, Jelena Dragaš, grško starogrško Ἑλένη Δραγάση, Elenē Dragasē) je bila soproga bizantinskega cesarja Manuela II. Paleologa in mati zadnjih dveh bizantinskih cesarjev, Ivana VIII. Paleologa in Konstantina XI. Paleologa, * okoli 1372, †  23. marec 1450. 
Po Manuelovi smrti je odšla v samostan. V Vzhodni pravoslavni cerkvi jo častijo kot svetnico pod monaškim imenom sveta Hipomona (grško Ὑπομονὴ, Hypomoní), kar bi se lahko prevedlo kot sveto potrpljenje.  

## Družina
Helena je bila hčerka srbskega mogotca Konstantina Dejanovića, ki je v propadajočem Srbskem cesarstvu vladal v Kjustendilu v sedanji zahodni Bolgariji. Njena mati je bila prva Konstantinova žena. Konstantin je bil vnuk srbskega kralja Stefana III. Dečanskega. Njena mačeha Evdokija je bila hčerka Alekseja III. Trabzonskega in Teodore Kantekuzene. Oče Konstantin Dejanović je padel v bitki na Rovinah leta 1395, v kateri se je boril na strani svojega fevdalnega gospoda, osmanskega sultana Bajazida I., proti vlaškemu vojvodi Mircei I. Vlaškemu.

## Cesarica
Helena je bila dobro znana po svoji lepoti, pobožnosti, modrosti in pravičnosti. Njen mož Manuel II. je po  predaji prestola vstopil samostan z monaškim imenom Matej (grško Ματθαῖος). Po njegovi smrti je tudi ona odšla v samostan odšla v samostan Kyra Marta. Pomagala je ustanoviti dom za ostarele z imenom "Upanje obupanih" v samostanu sv. Janeza v Petrionu, v katerem so bile relikvije sv. Patapija Tebaskega. 
Po smrti najstarejšega sina Ivana VIII. Paleologa sta se za prestol potegovala najstarejši še živi sin Konstantin in njegov ambiciozni mlajši brat Dimitrij. Helena je kot cesarica vdova podpirala Konstantina in vladala kot njegova regentka, dokler ni odrasel. Sultana Murata II. je prepričala, naj tudi on posreduje v Konstantinovo korist. Konstantin je bil kot cesar Konstantin XI. kronan januarja 1449. 
Helena je umrla  23. marca 1450 v Konstantinoplu. V Vzhodni pravoslavni cerkvi jo častijo kot svetnico. Njen praznik se obhaja 29. maja na dan padca Konstantinopla in smrti njenega sina Konstantina XI.  Njeno lobanjo so kot relikvijo prenesli v samostan sv. Patapija v Loutrakiju, Grčija.

## Otroci
10. februarja 1392 se je poročila z Manuelom II. Paleologom, s katerim je imela veliko otrok. Na seznamu so po vrstnem redu rojstev navedeni otroci kot jih je podal Jurij Sfranca: 
- hčerka, omenjena kot najstarejša hčerka, vendar brez imena; hčerka bi lahko bila Izabela Paleologina, Manuelova nezakonska hčerka za katero je znano, da se je poročila z Ilariom Dorio
- Konstantin Paleolog, rojen okoli 1393 ali 1398, umrl pred letom 1405 v Monemvaziji
- Ivan VIII. Paleolog (18. december 1392 – 31. oktober 1448), bizantinski cesar 1425–1448
- Andronik Paleolog, despot Soluna (umrl 1429)
- druga hčerka, tudi brez znanega imena
- Teodor II. Paleolog, despot Moreje (umrl 1448)
- Mihael Paleolog, rojen  1406/1407, umrl 1409/1410 zaradi kuge
- Konstantin XI. Paleolog (8. februar 1405 – 29. maj 1453), despot Moreje, od 1448 do 1453 cesar Bizantinskega cesarstva
- Dimitrij Paleolog (okoli 1407–1470), despot Moreje
- Tomaž Paleolog (okoli 1409 – 12. maj 1465), despot Moreje